# Port lotniczy Putao
Port lotniczy Putao (IATA: PBU, ICAO: VYPT) – port lotniczy położony w Putao, w stanie Kaczin, w Birmie.